# Имитация (музыка)
Имита́ция (от лат. imitatio — подражание) в музыке — полифонический приём, в котором, после изложения темы в одном голосе, она повторяется в других голосах. Первоначальный голос называется пропоста (от итал. proposta — предложение), имитирующий голос — риспоста (от итал. risposta — ответ). Риспост может быть несколько, в зависимости от количества голосов. Различают интервал имитации (по начальному звуку), расстояние (по протяжённости пропосты), и сторону (выше или ниже пропосты). От канонической простая имитация отличается тем, что в ней повторяется только одноголосная часть пропосты.

## Разновидности имитации
Риспоста может быть различна: в обращении (каждый интервал в пропосте берётся в противоположном направлении); в увеличении или уменьшении (по отношению к ритму пропосты); в сочетании первого и второго (например, в обращении и увеличении); в ракоходе (движение в риспосте от конца к началу пропосты); неточной (неполное совпадение с пропостой).

## Исторический очерк
Имитация, вероятно, имеет народное происхождение — «очень рано в народе умели петь строго канонически» (Р. И. Грубер). Имитации доныне встречаются в фольклорной (многоголосной) музыке целого ряда традиций. 
В профессиональной музыке первоначально повторение было лишь обменом голосов (см. Органум, Нотр-Дам школа). Наивысшего расцвета имитация достигла в полифонии нидерландской (франко-фламандской) школы XV—XVI веков (Дюфаи, Окегема, Жоскена, Лассо), в творчестве Палестрины и других итальянских композиторов. В эпоху барокко имитация становится ведущим приёмом полифонии, на ней основана форма фуги (особенно ярко в творчестве И. С. Баха), и в последующие эпохи, вплоть до сегодняшнего дня.
Имитация используется не только в полифонической музыке, но также и в гомофонно-гармонической, как средство мелодизации голосов гармонии, в аккомпанементах романсов и других сольных пьес, в ансамблевой и оркестровой музыке.